# Lucy Akello
Lucy Akello (* 9. října 1980) je ugandská sociální pracovnice a politička, která byla členkou parlamentu za volební obvod okresu Amuru od 2016 do 2021 a znovu byla zvolena za stranu Fórum pro demokratickou změnu (FDC), kde zastává[kdy?] funkci stínové ministryně práce, genderu a sociálního rozvoje.

## Kariéra
V roce 2005 začala pracovat pro Justice & Peace Commission (JPC), místní nevládní organizaci provozovanou katolickou církví, kde pracovala jako programová referentka, poté jako programová manažerka a od roku 2006 až do 2014 jako výkonná ředitelka.
V říjnu 2014 rezignovala Betty Bigombeová, členka parlamentu za okres Amuru, aby přijala místo ve Světové bance ve Washingtonu, DC. V prosinci 2014 byly uspořádány mimořádné volby, aby byl zvolen její nástupce. Akello kandidovala za opoziční politickou stranu FDC a porazila dalších sedm kandidátů a vyhrála. V roce 2016 byla opět zvolena do parlamentu za stejnou stranu.

### Zákon proti homosexualitě
Akello byla jednou z poslanců, kteří se snažili o znovuzavedení antihomosexuálního zákona. Zákon omezoval svobodu projevu ve věci občanských práv LGBT a kriminalizoval homosexuální činy, byl v roce 2014 prohlášen za neplatný Ústavním soudem Ugandy. 
V květnu 2023 byl nový zákon přijat.
Proti právům této části populace vystupovala i mezinárodně, například na akci pořádané v Itálii křesťanskou organizací Světovým kongresem rodin v roce 2019 a od které se distancoval tehdejší italský premiér Giuseppe Conte.

## IPAC a návštěva České republiky
V září 2023 se konal dvoudenní Summit Meziparlamentní aliance pro Čínu (IPAC) v Poslanecké sněmovně, který zaštiťovala předsedkyně Poslanecké sněmovny a spolupořádal Podvýbor pro podporu demokracie a lidských práv v zahraničí v čele s Evou Decroix. Pražského summitu se zúčastnilo šedesát zákonodárců z více než 20 zemí a předmětem byla bezpečnost Tchaj-wanu, Hongkong, lidská práva a čínská hospodářská iniciativa Hedvábná stezka. Lucy Akello zde měla vystupovat, aby vypovídala o rostoucím vlivu Číny v Africe.
Její přítomnost na summitu o ochraně lidských práv přitáhla mediální pozornost, jelikož se jako poslankyně zasloužila o přijetí zákona potlačujícího základní lidská práva a porušující deklarace OSN.